# Darwin (sistem de operare)
Darwin este un sistem de operare open-source dezvoltat de firma Apple. Sistemul a fost publicat în anul 2000 și este compus din cod dezvoltat de Apple, precum și cod derivat din NeXTSTEP, BSD și alte sisteme UNIX gratuite.
Darwin formează nucleul de componentele de bază pe care Mac OS X, Apple TV și iOS sunt construite.
Sistemul este compatibil cu Single UNIX Specification versiunea 3 (SUSv3) și POSIX.

## Istorie
Apple a cumpărat firma NeXT în 1997, produsul acesteia (sistemul de operare NeXTSTEP) fiind transformat original în sistemul de operare Rhapsody pe care s-a bazat Mac OS X Server 1.0 în anul 1999. În anul 2000 Rhapsody a fost transformat în Darwin și a fost publicat sub o licență liberă (Apple Public Source License - APSL).

## Kernel

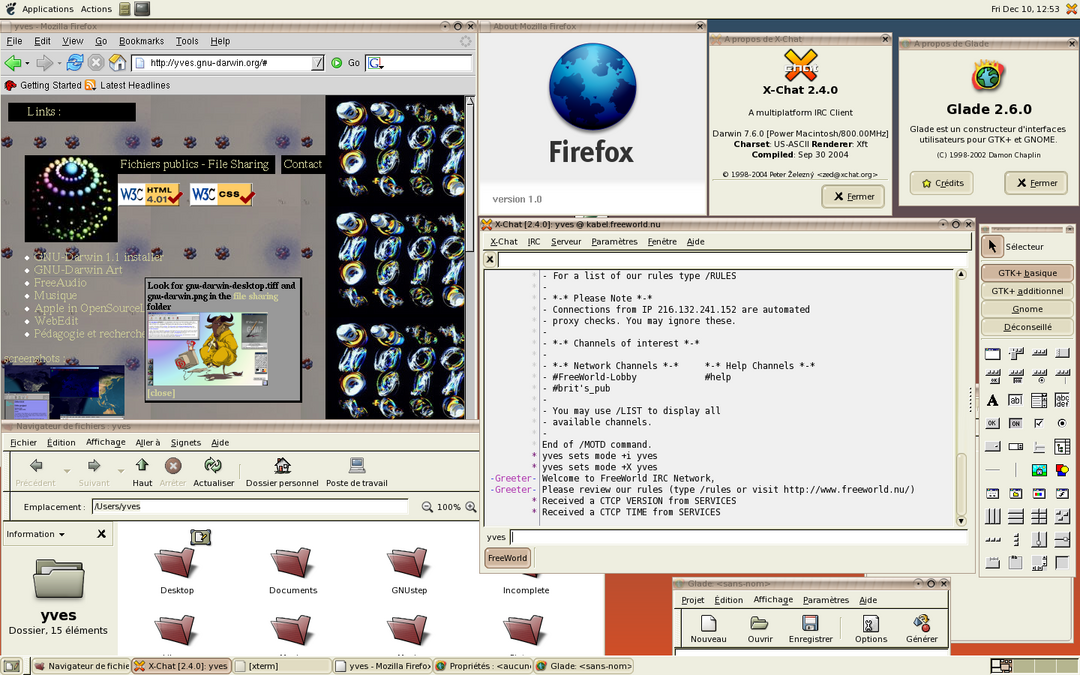
GNOME 2 deschis pe OpenDarwin

Darwin folosește un nucleu hibrid (XUN) bazat pe Mach 3 microkernel, diverse elemente din BSD (administrarea proceselor, stiva de networking, sistemul de fișiere virtual etc.), precum și un API orientat pe obiecte pentru drivere numit I/O Kit. Nucleul folosește formatul binar Mach-O care permite ca un singur executabil (inclusiv nucleul) să funcționeze pe mai multe arhitecturi CPU.

## Suport hardware
Darwin este suportat pe versiunile de 32 de biți și 64 de biți ale arhitecturii Intel x86 (Mac și Apple TV) precum și pe arhitectura de 32 și 64 biți ARM (iPhone, iPod Touch și iPad). Există și un port open-source al nucleului XUN care include și platformele Intel și AMD care nu sunt suportate de Apple.

## Suport aplicații
Darwin nu include multe din elementele care definesc Mac OS X, cum ar fi Carbon și Cocoa API sau Quartz Compositor și  interfața Aqua, deci nu poate rula aplicații Mac. Totuși, Darwin suportă un număr de facilități Mac OS X mai puțin cunoscute, cum ar fi mDNSResponder, care este un DNS responder multicast și este una din componentele de bază ale tehnologiei de networking Bonjour, launchd și un framework de service management foarte avansat.

## Licență
Sistemul este publicat sub licența Apple Public Source License (APSL) care este considerată o licență liberă de către Free Software Foundation (FSF).

## Vezi și

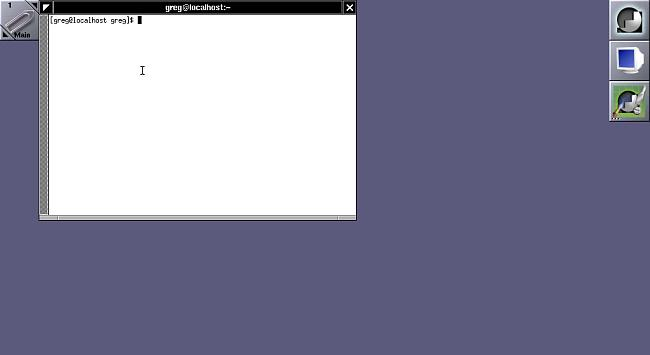
Window Maker in XDarwin